# جادة

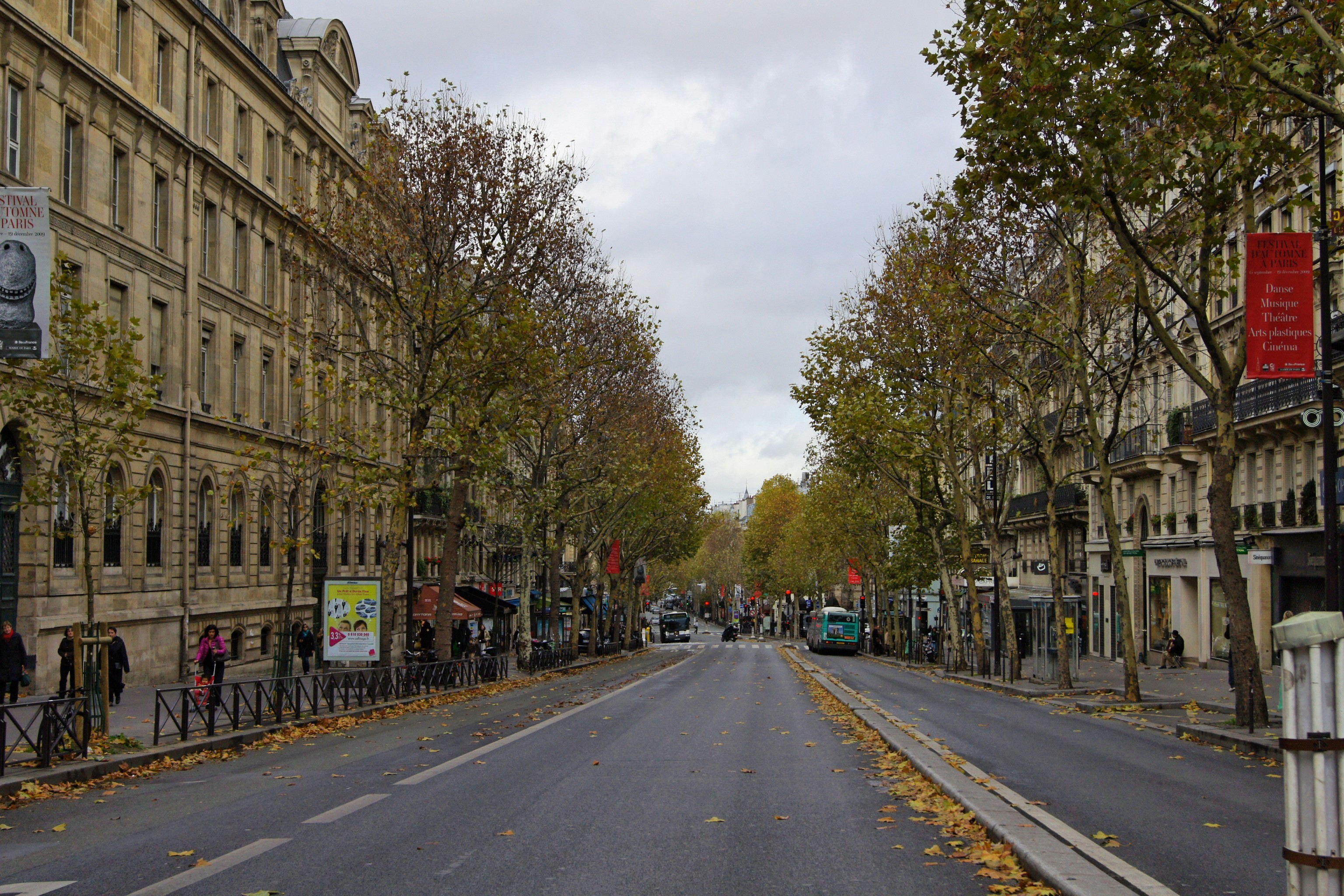
جادة سان ميشيل في باريس

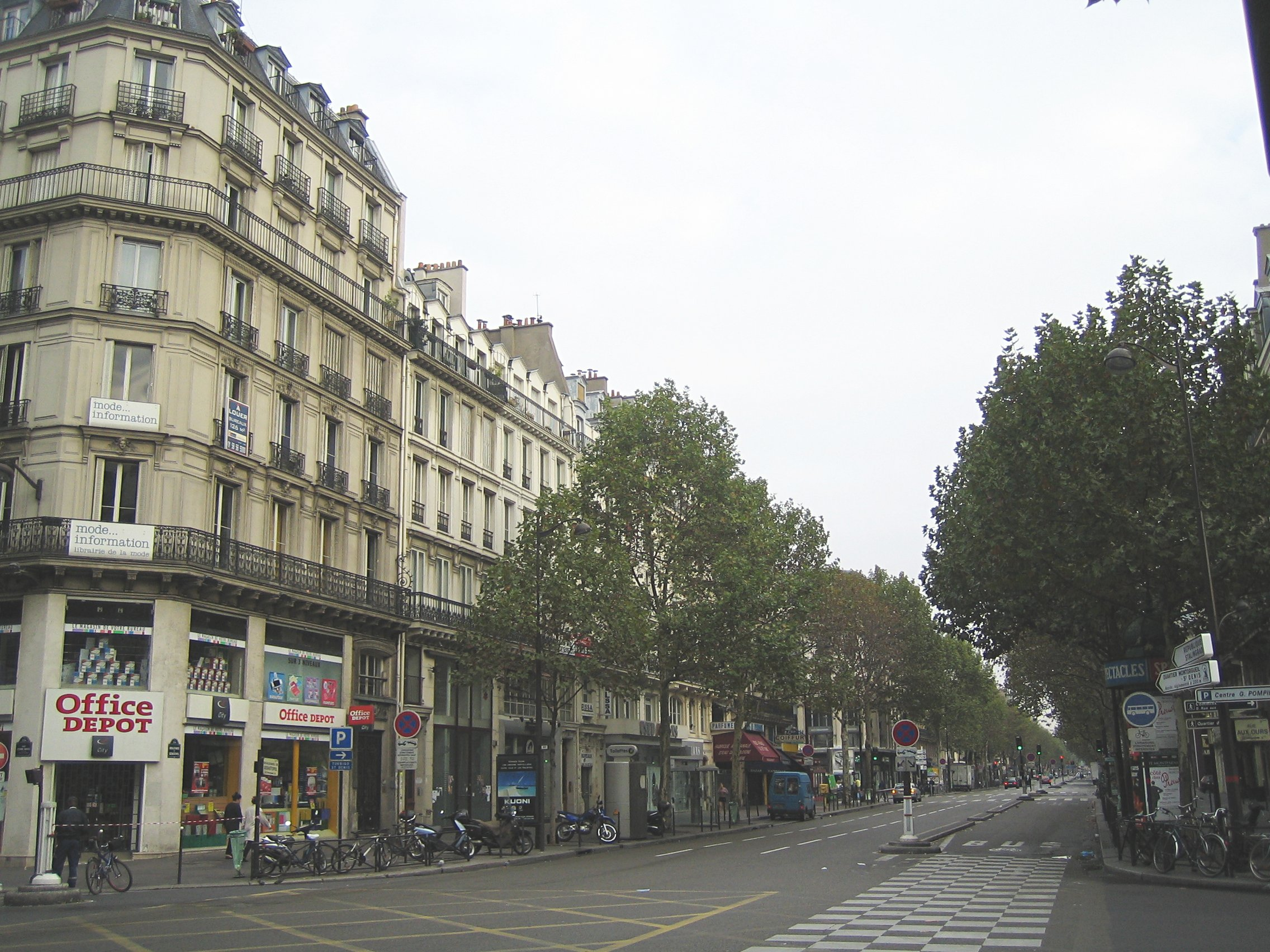
جادة سيباستبول في باريس

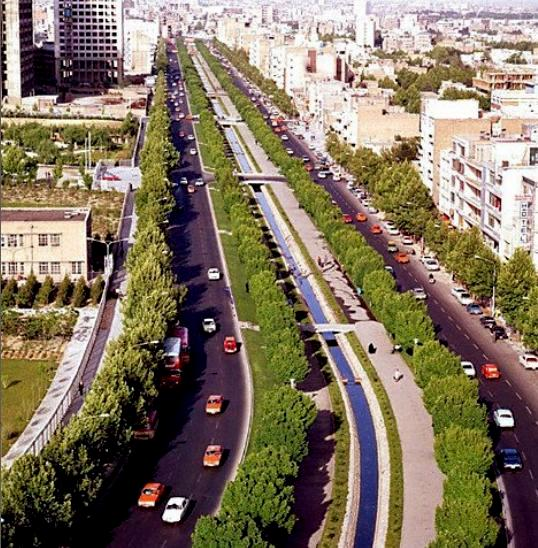
جادة كشاورز في طهران في ايران

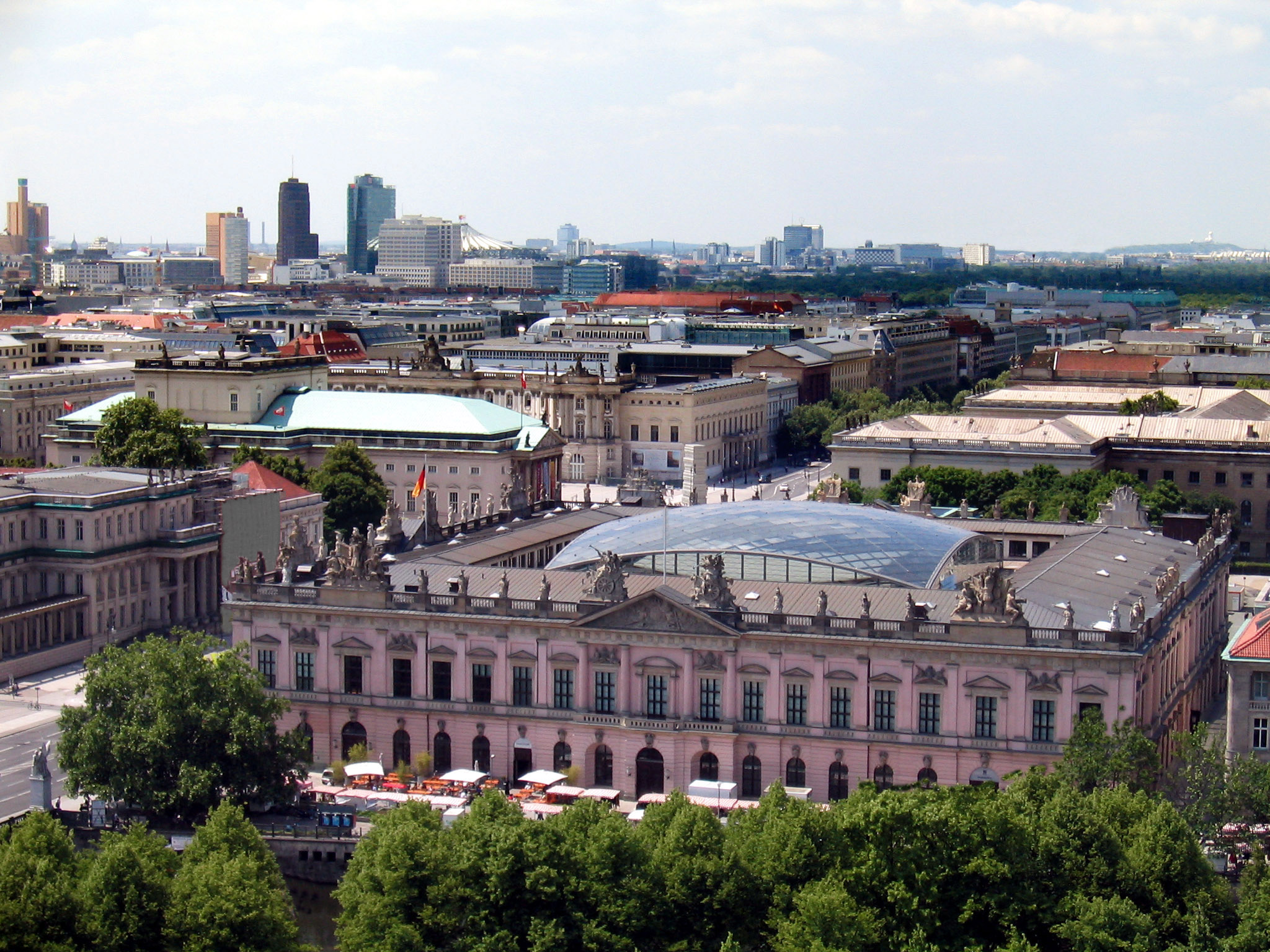
جادة في برلين في ألمانيا

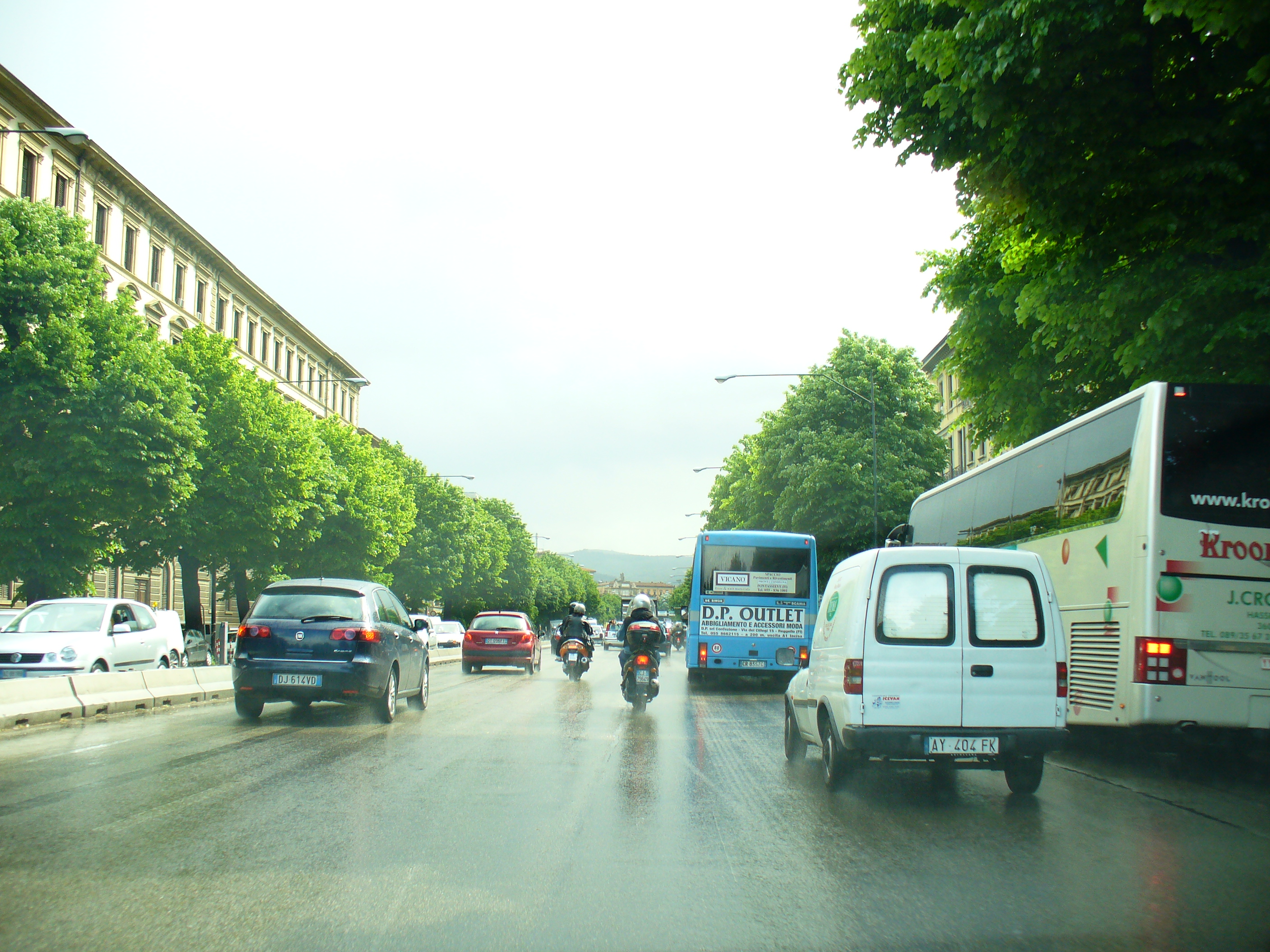
جادة في فلورنسا في إيطاليا

الجادّة (بالفرنسية: boulevard)‏ وتنقحر إلى بولفار أو بولفارد، هو شارع أو مسار واسع عموما (أربعة أو أكثر من الممرات) في كثير من الأحيان، مع ممرات على طول ضفتيه. في كيبك، هو شارع غالبا ما يتضمن في وسطه فسحة (المصطلح موحد من قبل مكتب كيبيك للغة الفرنسية)

## التأثيل

### الجادة
كلمة أصلها «جاده» الفارسية ومعناه الطريق العظية أي المفتوحة.

### بولفار
كلمة تأتي من كلمة (bolwerc) الهولندية في العصور الوسطى.
ويبدو أنه كان من المصطلحات المختصة بالأماكن المحصنة في القرن السادس عشر عندما تم تعديله ليصبح كرة الحديد. والكلمة تتكون من مقطعين اثنين: بولي (bole) يعني «عارضة خشبية» وفار (voerk) التي تعني «الكتاب». تم العثور على هذه الجذور الجرمانية في اللغات الاسكندنافية (Bolverk)، باللغة الألمانية والهولندية، Bolwerk.
كلمة «بولفار» بالمعنى العسكري له يعني تحصين المدينة، وهي بنية واقية متقدمة مبنية من الألواح والتراب.
هذه التحصينات استبدلت في التاريخ الحضري والتنطيمي الحديث بالمحاور المرورية التي شكلت شارع واسع أو كل طريق رئيسي.
لقد عاش كلا الاستعمالين معاً حتى أواخر القرن التاسع عشر.

## في فرنسا
في فرنسا، معنى كلمة «بولفار» محددة من حيث التخطيط وتم توسيعها ويمكن أن تشير الآن إلى مجال هام من مجالات المرور وعرض كبير لشارع.
ومع ذلك، فإنه هو الطريق الذي يجب أن تكون على الأقل عند حوافه ممرات مزروعة باستثناء عدة مدن جنوب فرنسا مثل مرسيليا أو تولون، حيث العديد من المسارات تشبه شارع أو شوارع ضيقة فقط دون زرع.

## الفرق بينه وبين أفينو
"الأفنيو Avenue هو طريق مستقيم يمتد على جانبيه خط من الأشجار أو الشجيرات القصيرة، ما يشير إلى الوصول إلى منطقة ربما تتميز بشكلها الطبيعي أو الهندسي.
أما بوليفارد Boulevard فعادة ما يكون طريق تم تعريضه، ويتكوّن من حارات متعددة، في منتصفه فاصل بين اتجاهين معاكسين، كما تمتد المناظر الطبيعية كالأشجار أو الورود لتفصل بين حافة الرصيف المعروف باسم Curb والممر المخصص للمشاة المعروف باسم Sidewalk.